# Pulsió (psicoanàlisi)
Pulsió (del Francès pulsion, que al seu torn prové del llatí pulsio i pulsum, derivats del verb pulsāre: «licitar», «impel·lir»), és un terme que s'empra en psicoanàlisi per designar el tipus d'impuls psíquic característic de les persones que té la seua font en una excitació interna (un estat de tensió percebuda com a corporal) i que s'adreça a un fi únic precís: suprimir o calmar aquest estat de tensió. Per assolir-ho, la pulsió se serveix d'un objecte que no és precís ni predeterminat.
Alguns traductors de l'obra de Sigmund Freud traduïren la paraula alemanya Trieb de manera poc precisa com a «instint». Els traductors posteriors a Lacan van esmenar aquest error inicial i en preferiren el terme pulsió. En efecte, són conceptes diferents (i també hi ha la paraula Instinkt en alemany, paraula que també utilitzà Freud, però quan volia referir-se al concepte estrictament biològic).
Mentre la pulsió és una noció dinàmica, en la qual influeix l'experiència del subjecte i la seua història ontogenètica, és a dir la referida al seu desenvolupament, l'instint seria un concepte més estàtic i heretat genèticament. L'instint és típic dels animals no racionals. Mentre que l'instint pren objectes precisos i inamovibles per a la seua satisfacció, les pulsions manquen d'objectes fixos, predeterminats.
Freud utilitzà el terme Trieb a partir de 1905 en els seus escrits i aviat es transformà en un dels conceptes tècnics fonamentals en què recolza la teoria psicoanalítica. S'hi designa la càrrega d'energia que està en l'origen, tant del moviment de l'organisme i la seua activitat, com del seu funcionament psíquic inconscient.
Es denominen pulsions les forces derivades de les tensions somàtiques de l'ésser humà, i les necessitats de l'allò; en aquest sentit, les pulsions se situen entre el nivell somàtic i el psíquic. Així com les pulsions manquen d'objectes predeterminats i definitius, també tenen diferents fonts i formes de manifestació, entre aquestes: pulsió de vida o Eros, pulsió de mort o Tànatos, pulsions sexuals, pulsió de saber, etc.

## La conceptualització de les pulsions
A finals del segle xix, Sigmund Freud observa que en l'ésser humà hi ha motivacions peremptòries i somàtiques que escapen a l'instint, és més: poden anar contra l'instint; de fet, la «personalitat» humana està constituïda per un conjunt de «conductes» extremament variables que superen la definició característica de l'instint. Amb tot, durant alguns anys manté la denominació d'«instint» («Instinkt» en alemany). Sense una designació definitiva, el 1905, en els Tres assaigs per a una teoria sexual explica clarament la diferència entre instint i pulsió: instint designa l'impuls provocat davant una excitació i una tensió corporal, tensió que tendeix a objectes específics i que si accedeix a aquests es descarrega momentàniament; la pulsió, però, mai queda satisfeta completament, ni hi ha un objecte precís per a la seua satisfacció. Aquestes conceptualitzacions, però, són molt debatudes.
El 1910 Freud introdueix el concepte de pulsió sexual (la teoria psicoanalítica «clàssica» sempre ha emfasitzat el caràcter libidinós de les pulsions) per semblança amb el concepte de «pulsió d'acte-conservació». Serà clau, però, l'ús per part del mateix Freud d'una altra paraula alemanya per a denominar i conceptualitzar aquests impulsos metainstintius, Trieb, que després es traduirà per pulsió.

## El problema conceptual
Trieb, substantivació del verb alemany treiben, significa brot, afloració, expressió, ganes, rumb, fluctuació, constricció, posada en moviment, impuls. La seua arrel és la mateixa que la de la paraula deriva.
Però és freqüent traduir Trieb per «instint» (instinct) o de vegades «motivation»: tampoc resol el tema la traducció instinctual drive.
Així es provoca una interpretació amb tendències biològiques: en haver-hi una interpretació biològica, aquesta dona lloc a dues postures: la declaració de «no cientificitat» de la psicoanàlisi o, si s'accepta, la seua biologització conceptual.
La primera se sol donar entre conductistes, psicòlegs del jo i els psicòlegs cognitius. La segona postura és freqüent entre els psicoanalistes de parla anglesa: postulen que la problemàtica amb què opera la psicoanàlisi és una qüestió instintual que es «resoldria amb la satisfacció dels instints». Aquests són alguns dels problemes teòrics dels distints corrents de la psicoanàlisi.

## Moments i dimensions de les pulsions
Freud diferencià a partir de 1915 alguns moments i «dimensions» d'una pulsió:
1. La font (Quelle), el fet somàtic localitzat en una part del cos i que provoca una excitació.
2. L'impuls o empenta (Drang), la tensió interior que constitueix «la mateixa essència de la pulsió»
3. La meta (Ziel), que es pot trobar en un estat passiu o actiu, i que consisteix a «satisfer» la pulsió suprimint-ne l'excitació originària.
4. L'objecte (Objekt) de la pulsió —en realitat, un mitjà prou accessori—, que només serveix per aconseguir la meta i disminuir temporalment la tensió de la pulsió, a la qual no està lligat directament.

## Fases (o estadis) pulsionals
En la teoria «clàssica» freudiana, originàriament totes les pulsions es concebien com derivades d'una pulsió basal (quasi totalment instintiva): la pulsió de vida, l'objecte de la qual és l'autoconservació de l'individu (després el mateix Freud va modificar aquesta opinió).
La possibilitat que ocórreguen els estadis o fases pulsionals és un dels factors genètics involucrats en les pulsions; es donen per etapes segons va madurant el sistema nerviós de cada individu; en cada etapa es produeix un creixement neurològic específic en àrees que formaran part focal del conjunt de les zones erògenes.
Derivada de la pulsió de vida, és la pulsió de nodrir-se; les derivacions més complexes i interessants, però, en són les que apareixen en fases o estadis, i aquestes són:
1. Fase oral: ocorre entre el naixement i els 18 mesos; la zona erògena quasi exclusiva és la boca (el nounat comença a «centrar» el seu psiquisme en un objectiu: nodrir-se.[5]
2. Fase anal: entre els 18 i els 36 mesos. A causa del desenvolupament del control dels esfínters anals, l'infant experimenta sensacions plaents en poder tenir un cert primer control del seu cos: poder retenir o expulsar els excrements.[6]
3. Fase fàl·lica o uretral: ocorre entre els 3 a 6 anys, el xiquet o la xiqueta poden controlar els seus esfínters uretrals i serà un esbós anticipatori de la fase genital. Freud nota que en la fase fàl·lica es dona la constitució definitiva (tot i que no la seua conclusió, ja que l'èdip existeix activament durant tota la vida del subjecte) de l'èdip de cada subjecte.
4. Complex de castració i sepultació del complex d'Èdip: en aquest moment es produeix un trencament, o pot no donar-se. Per això és un moment crucial en l'evolució de l'aparell psíquic. Però aquesta no és una fase o un període, sinó un procés amb què es produeix una reorganització de les experiències i la posició subjectiva. Açò és fonamental per a l'organització de les pulsions.
5. Període de latència: entre els 6 anys i la pubertat hi ha una forta sublimació espontània dels sentiments libidinals, el període de latència (per raons evolutives existeix per a facilitar una integració cultural del subjecte).
6. Fase genital: de la pubertat ençà, quan es troba ja configurat l'èdip; en aquesta fase es desenvolupen en cada subjecte els interessos sexuals ja determinats («inclinacions sexuals», etc.).

Posteriorment Jacques Lacan observa dues pulsions més, explicades a partir del seu Seminari XI.
Aquestes són:
1. Pulsió escòpica: centrada en la mirada, relacionada primordialment amb l'imaginari, es configura a partir de l'estadi de l'espill, quan el subjecte té la capacitat de percebre imatges —i sobretot— percebre's a «si mateix» com una unitat. No confonguem aquest si mateix amb el self de la psicologia i psicoanàlisi anglosaxona. És la base de la capacitat estètica de cada subjecte.
2. Pulsió invocant: associada al moment de prou de desenvolupament de les àrees cerebrals del llenguatge i de síntesi. La pulsió invocant es dirigeix a la veu de paraula intel·ligible, d'aquesta manera el desig de l'altre arriba al subjecte sobretot pel suport de la veu.[9]

## Nosologia
Els estadis anteriors són verificables empíricament; més difícil és afirmar que una fixació (una estagnació o estasi) de l'activitat psíquica inconscient de cada subjecte en determinat estadi donarà com a resultat «automàticament» un determinat caràcter o —en casos greus— una determinada nosologia, un determinat quadre patològic.
A tot estirar es pot dir que la fixació edípica d'un subjecte en un determinat estadi pulsional tendeix a incidir en la seua activitat psíquica; per exemple, una fixació en la pulsió oral pot estar relacionada amb certes actituds addictives (encara que difícilment siga l'origen d'una addicció) -se'n dona l'exemple de fumar, beure, la bulímia, o caure en actituds passives (com el nounat és «passiu» quan està mamant). Així, seria opinable el supòsit segons el qual una fixació en la pulsió anal genera conductes d'avarícia, perquè l'avar estaria inconscientment fent una reminiscència de la retenció plaent de la femta (com ocorre en els xiquets petits) en retenir en l'edat adulta les riqueses (com una metàfora de la femta), o que la fixació en la pulsió anal genera conductes sadomasoquistes, etc. La veritat és que les fixacions inconscients en certs estadis pulsionals resulten en quadres prou més variables i complexos, menys puerilment esquemàtics.

## El destí de les pulsions
La psicoanàlisi «clàssica» considera que moltes afeccions psíquiques es deuen a una «fixació» de l'èdip en un determinat estadi pulsional abans del període de latència; si això és cert també ho és que resulta esquemàtic.
Lacan postula una dinàmica pulsional: la pulsió s'origina a partir d'una «falta original» (d'objecte instintiu), que és representada per l'objecte a. Des d'aquest moment de «falta» el desig es tradueix en pulsions; cada pulsió es dirigeix a una momentània meta (Ziel) gravitada per l'objecte a; així, la pulsió intenta aconseguir l'objecte a, però només fa una marrada en què pot accedir a objectes de satisfacció momentània; després la pulsió —sempre insatisfeta— torna a començar el procés.
Per la seua banda, Freud, cap a 1920, abandona l'anomenat «optimisme pulsional» i recull les aportacions d'una deixebla (Sabina Spielrein) que parla de pulsió de mort com a contrapés a la pulsió de vida. A partir de la seua cèlebre obra Més enllà del principi de plaer replanteja els destins pulsionals: a la pulsió de vida (o Eros), que tendeix a la unitat, a l'organització de sistemes complexos i associacions proactives s'oposaria una pulsió de mort, que tendeix a la disgregació, la dissipació, la tornada a l'inanimat; però, si la pulsió de mort és (com després postula Lacan) una (dis)torsió de la pulsió de vida, aquesta distorsió té connotacions de violència; és el mateix Freud qui hipotetitza una eixida a aquesta derivació violenta pulsional, tot i que aquesta eixida tampoc és optimista (si més no en el sentit comú); en última instància —pensa Freud en els darrers anys de la seua vida, mentre agonitza— el destí de les pulsions sembla resoldre's en un principi de nirvana, en una cosa que sembla paradoxal: «el desig de cessar de desitjar», tot i que la paradoxa es resol si s'entén que el principi de nirvana postulat per Freud és el desig de deixar d'estar unit al plaer o gaudi, en una dissipació (nirvāna) ja exempta de conflictes i, per tant, de patiments.

## Crítiques
La diferència entre instint, impuls i pulsió és objecte de debat, ja que molts psicòlegs consideren que instint o impuls, i pulsió, serien conceptes equivalents. L'explicació és que els conceptes són creacions del llenguatge, i no entitats amb existència pròpia. Les diferències en rauen en la semàntica i interpretació, no en són ontològiques.
Aquestes diferències semàntiques no les va establir Freud, sinó els seus seguidors en traduir-ne els texts i comentar-los.
Els instints també tenen característiques pulsionals. D'una banda, tenen els quatre components que s'atribueixen a la pulsió. De l'altra, els objectes en animals no humans no són predeterminats ni definitius, per això se'ls pot entrenar i se'n poden domesticar moltes espècies. En etologia se sap que es pot aconseguir que alguns animals copulen amb objectes, si se'n dissenyen amb les característiques adequades. Alhora, els animals no humans també aprenen de l'experiència i, per tant, els instints són molt flexibles, com el concepte de pulsió.
No es pot afirmar que les pulsions no se satisfan i que l'instint sí. Les pulsions tenen una satisfacció temporal, doncs en cas contrari la conducta quedaria paralitzada. L'individu davant una pulsió que sempre té origen somàtic cerca satisfer-la i ho pot aconseguir durant un cert temps, fins que la pulsió novament exigisca una nova satisfacció. La pulsió seria l'alarma o indicador psíquic d'una necessitat somàtica. Si les cèl·lules del cos necessiten aigua, l'aparell psíquic rep un senyal equivalent a la sensació de set. Davant aquesta set l'organisme recorre a la seua experiència per sadollar-la, i ho aconseguirà, per exemple, bevent d'una font. Però això succeeix exactament igual amb els instints o impulsos biològics: apareix un impuls instintiu, com la fam i l'organisme actuarà per obtenir aliment de manera que la necessitat quede satisfeta, fins que novament es repetisca aquesta necessitat en un moment posterior: un instint o impuls és temporalment satisfet, de la mateixa manera que es postula per a les pulsions.
També moltes espècies poden aprendre a realitzar conductes en escoltar ordres emeses per humans, o bé amb missatges sonors, visuals o d'una altra mena. Això implica que la seua conducta pot ser modificada pel llenguatge i la cultura, en principi la cultura humana.
S'afirma que els animals no humans tenen instint, però no pulsió, i que l'instint és un reflex automàtic del tipus estímul-resposta, però que la pulsió no té aquesta característica. El problema de la racionalitat no s'hi pot invocar, perquè és objecte de debat. Es podria afirmar que els humans són els únics animals amb llenguatge verbal. Tots els organismes vius es comuniquen, i fins i tot les màquines, però s'afirma que l'humà és l'únic que es comunica amb llenguatge parlat, que té la característica de la polisèmia. Aquesta característica s'acompanya de la capacitat imaginativa, per la qual cosa és possible tot tipus de trops i modificacions.
Això implica que qualsevol paraula que un individu, amb associacions semàntiques, fonètiques o visuals, vincule a alguna sensació, aquesta paraula quedarà associada a la sensació. La publicitat i el màrqueting es valen d'aquesta característica, i la semiòtica i la semiologia estudien les qualitats dels signes. Així, entre estímul i resposta, hi hauria un mitjancer, que és el llenguatge: 1) les regles i mandats socials que han estat fixats en la memòria de l'individu, 2) el que l'individu crega o imagine que la societat espera d'ell. 3) les sensacions de plaer o disgust que l'individu associe amb aquest estímul i les possibles respostes.
Una excitació sexual d'origen químic es pot associar a un mot i evocar en la memòria l'objecte que aquest mot denota o connota (per exemple, el rostre d'una persona), o un mot pot desencadenar per associació una excitació sexual química. Això vol dir que enfront d'un estímul, la resposta serà variable depenent dels factors esmentats. Hi apareix la presa de decisió que precedeix la resposta, i la resposta ja no serà automàtica sinó mediada per una elecció enfront de distintes alternatives. Si no hi hagués elecció possible, llavors estaríem davant d'un estímul-resposta automàtic.
Això, però, duu a la paradoxa que aquestes associacions de què es valen la publicitat i el màrqueting deslliuren respostes i, per tant, estem de nou enfront d'un estímul-resposta. El que ocorre és que la resposta ha canviat, però no deixa de ser una resposta enfront d'un estímul. Aquest és el principi fonamental de les teràpies conductistes: la capacitat d'assolir que un estímul-resposta puga ser creat o modificat per l'experiència.
Allò que es defineix com a sublimació és la modificació de la resposta que desencadena un estímul.
Alhora, la pulsió de vida i de mort les tenen tots els organismes vius, com el mateix Freud afirmà en els seus treballs, per exemple en un dels darrers: Esquema de la psicoanàlisi (1938). És una lluita de la matèria pròpiament viva en la seva organització, i no una característica específica dels humans. Ens diu que «respecte de la pulsió de destrucció, podem pensar que apareix com la seua meta darrera transportar els éssers vius a l'estat inorgànic; per això també li diem pulsió de mort. Si suposem que als éssers vius hi arribaren més tard que la matèria inerta i que es generaren des d'aquesta, la pulsió de mort respon a la fórmula consignada, que una pulsió aspira al retorn a un estat anterior (...) Aquesta acció conjugada i oposada de les dues pulsions bàsiques produeix tota la varietat de les manifestacions de la vida. I més enllà del regne viu, l'analogia de les nostres dues pulsions bàsiques duu a la parella de contraris atracció i repulsió, que governa en la matèria inorgànica.»
Freud sosté en Esquema de la psicoanàlisi: el poder de l'allò expressa l'autèntic propòsit vital de l'individu. Consisteix a satisfer les seues necessitats congènites. Un propòsit de continuar amb vida i protegir-se de perills amb l'angoixa no s'ha d'atribuir a l'allò. Aquesta és la tasca del jo, que també ha de trobar la manera més favorable i menys perillosa de satisfacció amb compte del món exterior. Tot i que el superjò puga imposar necessitats noves, la seua principal operació continua sent limitar les satisfaccions. Diem pulsions a les forces que suposem després de les tensions de necessitat de l'allò. Representen els requeriments que fa el cos a la vida anímica.
Explica que l'esquema general de l'aparell psíquic es considera vàlid també per als animals "superiors", semblants a l'ésser humà en l'aspecte anímic, i cal suposar-hi un superjò sempre que hi haja un període perllongat de dependència infantil, com en els humans.
Freud ja plantejava aquests problemes en els seus primers escrits, com en Projecte de psicologia per a neuròlegs (1895), en què parla de la vivència de satisfacció com el mecanisme neuronal necessari perquè un objecte que satisfà una necessitat puga ser evocat més tard de manera que un organisme puga tornar a satisfer aquesta necessitat. Aquest mecanisme és necessari perquè qualsevol organisme aprenga de l'experiència i s'oriente en el món per satisfer les seues necessitats. Si els organismes vius no tinguessen aquesta vivència, no podrien aprendre a distingir els objectes del món que poden ser consumits, i no podrien diferenciar allò percebut del record.
Hi ha també una enorme quantitat de societats no humanes que inclouen mamífers com insectes. La sociobiologia ha assolit grans avanços en l'estudi d'aquestes societats. Si se sosté que un organisme humà ha de sublimar les seues pulsions per mandat social, no podem afirmar que la mateixa situació en altres animals és instint i en humans és pulsió. Fins i tot les formigues requereixen l'auxili d'altres individus de la seua espècie per sobreviure en el seu temps d'immaduresa. Hi ha espècies animals en què la proporció de temps de dependència respecte al temps de vida màxim és superior a la dels humans, com en alguns cetacis i en elefants.